# 白ロシア社会主義ソビエト共和国 (1919年)

白ロシア社会主義ソビエト共和国
Савецкая Сацыялістычная Рэспубліка Беларусь (ベラルーシ語)
 Социалистическая Советская Республика Белоруссия (ロシア語)

ベラルーシ社会主義ソビエト共和国の地図

白ロシア社会主義ソビエト共和国またはベラルーシ社会主義ソビエト共和国（SSRB;ベラルーシ語: Савецкая Сацыялістычная Рэспубліка Беларусь, Savieckaja Sacyjalistyčnaja Respublika Biełaruś ;ロシア語: Социалистическая Советская Республика Белоруссия / ССРБ, Socialističeskaja Sovetskaja Respublika Belorussija / SSRB)は、十月革命によるロシア帝国の崩壊後、歴史的領土であるベラルーシの初期の共和国である。

## 最初の設立
1919年1月1日、第一次世界大戦の影響でベラルーシを占領していたドイツ軍の撤退に伴い、赤軍がベラルーシに進駐した際に、ボリシェヴィキがスモレンスクで共和国を樹立した。
SSRBはベラルーシ人民共和国に代わり、スモレンスク、ヴィテプスク、モギリョフ、ミンスク、グロドノ、ヴィリナの各州で構成された。
ボリシェビキは、緩衝国とみなしており、一ヶ月で解散した。スモレンスク州、ヴィテプスク州、モギリョフ州はロシア・ソビエト連邦社会主義共和国（RSFSR）に組み込まれ、残りの地域はリトアニア＝白ロシア・ソビエト社会主義共和国（Litbel）という別の緩衝国を形成した。

## 2番目の設立
共和国は1920年7月31日に同じ名前で再建された。しかし、伝統的なソ連の歴史学では、1922年にソ連に編入された後の名称であるベラルーシ・ソビエト社会主義共和国（BSSR）と呼ばれている。